# جورج برلی (بازیکن فوتبال اهل انگلستان)
جورج برلی (انگلیسی: George Burley؛ زادهٔ ۲۳ دسامبر ۱۹۰۰) بازیکن فوتبال اهل بریتانیا است.
از باشگاه‌هایی که در آن بازی کرده‌است می‌توان به باشگاه فوتبال کولوین بای، باشگاه فوتبال استالی‌بریج سلتیک، و باشگاه فوتبال برنلی اشاره کرد.